# Leopold Stephan Pálffy von Erdőd

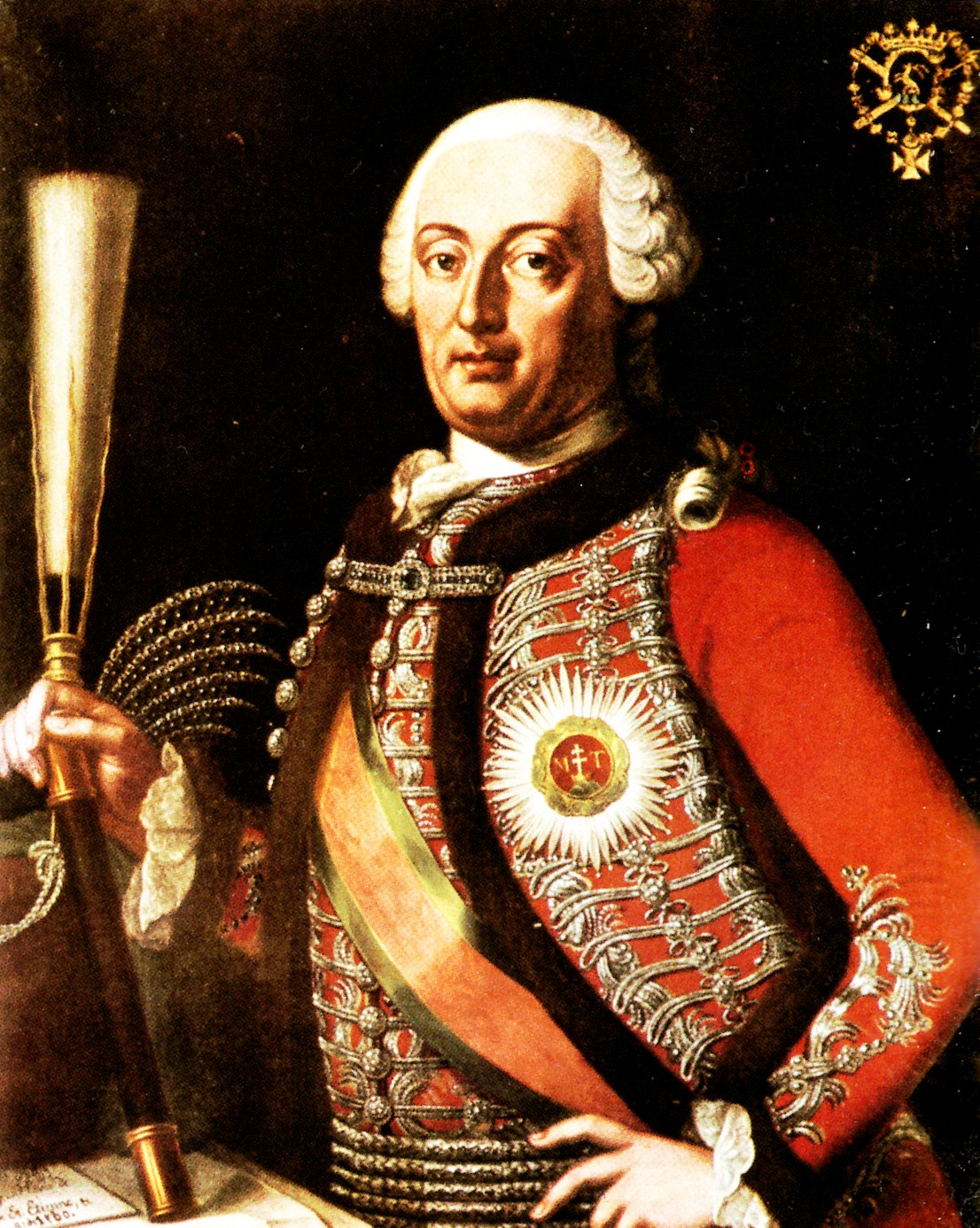
Leopold Stephan Palffy-Daun von Erdőd (1716–1773), Feldmarschall

Leopold (II.) Stephan Pálffy von Erdőd (* 14. Dezember 1716; † 9. April 1773 in Pressburg) war kaiserlicher Feldmarschall und zuletzt kommandierender General in Ungarn.

## Herkunft
Er entstammte dem ungarischen Adelsgeschlecht Pálffy ab Erdőd.
Seine Eltern waren der Oberst Graf Leopold (I.) von Pálffy (* 14. Dezember 1681; † 27. März 1720) und dessen Ehefrau, die Gräfin Maria Antonia Raduit de Souches (* 13. Januar 1683; † 18. August 1750). Der Kanzler Nikolaus Pálffy von Erdőd (1710–1773) war sein Bruder.

## Leben
Im Jahr 1734 errichtete sein Onkel, Graf Franz Pálffy von Erdőd, das Infanterie-Regiment No. 19 auf den Namen Infanterie-Regiment Leopold Pálffy. Leopold Palffy wurde zum Oberst ernannt und Inhaber des Regiments. Kommandeur des Regiments war der Oberstleutnant und spätere Oberst Graf Adam von Andrassy († 1753). Leopold Palffy stand erst ab 1738 beim Regiment und wurde 1740 dessen Kommandeur.
Er wurde bereits am 1. September 1741 zum Generalfeldwachtmeister ernannt. Während des Österreichischen Erbfolgekriegs kämpfte er von 1741 bis 1743 mit der Armee in Bayern, später am Main. Nach dem Krieg wurde er am 30. Juli 1751 zum Feldmarschall-Lieutenant und 1754 mit Rang vom 12. Juli 1752 zum Feldzeugmeister ernannt. Am 9. Oktober 1760 stieg er mit Rang vom 30. September 1760 zum Feldmarschall auf. Am 30. Januar 1765 erhielt er das Großkreuz des St. Stephan-Ordens und wurde kommandierender General in Ungarn. Er starb überraschend 1773.

## Familie
Pálffy heiratete am  21. Januar 1739 die Gräfin Maria Josepha von Waldstein (* 25. Februar 1720; † 29. März 1763). Das Paar hatte mehrere Kinder:
- Karolina (* 5. Juni 1741; † 22. April 1799) ⚭ 1764 Graf Michael Kornis von Gönczruszka (* 23. September 1738; † 18. Februar 1782)[2]
- Leopold (III.) (* 24. Oktober 1739; † 4. Oktober 1799) ⚭ 1762 Gräfin Maria Theresia von und zu Daun (* 25. November 1745; † 19. Oktober 1777), Tochter des Grafen Leopold Joseph von Daun, Fürsten von Teano.
- Michael (1740–1740)
- Antonia (* 25. Januar 1746; † 16. März 1768) ⚭ 1767 Graf Dietrich von Auersperg (1731–1797)
- Julia (1744–1750)
- Maria Josepha, (1747–1747)
- Paul (1749–1750)
- Joseph Peter (1751–1751)

Nach dem Tod seiner ersten Frau heiratete er am 14. April 1765 die Gräfin Wilhelmine von Ogilvy, eine Tochter des Generals O’Gilvy. Die Ehe blieb kinderlos.